# Rachel Pinker
Rachel T. Pinker es profesora de Meteorología en la Universidad de Maryland, College Park, donde entró en 1976.

## Educación
Pinker recibió su licenciatura en la Universidad Hebrea en 1965 y su doctorado de la Universidad de Maryland, College Park en 1976.

## Investigación
Pinker es conocida por su investigación sobre la atenuación global y el brillo global. Sostiene que la Tierra parece estar volviéndose más brillante y que esto puede deberse a una combinación de un cielo más despejado y menos nubes.